# Agios
Les agios sont, dans le domaine bancaire, l'ensemble des frais perçus par la banque pour le fonctionnement d'un compte (intérêts et commissions) à l'occasion d'opérations particulières, étant entendu qu'un compte doit en principe être toujours positif (ou égal à zéro). Dans le langage courant, les agios désignent souvent exclusivement les intérêts prélevés à l'occasion d'un découvert. En réalité, ils peuvent parfois concerner des opérations sur un compte créditeur,. 
Le terme « agio » vient probablement d'un mot italien du Moyen Âge, agio, qui signifiait « rendre aisé, faciliter ». À la fin du XVIe siècle, en France, ce mot renvoie au « bénéfice réalisé par prêteurs sur la différence entre la valeur nominale et la valeur réelle des monnaies », d'où est issu le terme agiotage.
Les agios liés au découvert sont également appelés « taux débiteur ». Sur un compte courant, les agios perçus sur découvert autorisé sont beaucoup plus faibles que sur un découvert non autorisé.
Par exemple, les agios du découvert autorisé dans les banques en ligne sont entre 7 et 8 % et ceux du découvert non autorisé sont à 16 %. Ce dernier taux ne peut être supérieur du taux d'usure, fixé par la Banque de France.

## Exemple de calcul d'agios
Pour 500 € de découvert sur 10 jours à 7 %, on obtient des agios de 0,96 €, en effet :
500 € x 10 jours x 7 % / 365 jours dans l'année = 0,96 €
À ce montant, s'ajoutent les frais d'incidents sur compte, par exemple les commissions d'intervention, les frais de rejet de chèque, les lettres d'info pour compte débiteur non autorisé, etc.

## Facturation et remboursement des agios
Les agios sont en général prélevés tous les trimestres sous l'intitulé « intérêts débiteurs taeg ». Pour de petits découverts, sur une courte période, il peut arriver que certains établissements exonèrent leurs clients du paiement des agios. Pour les découverts plus importants, le remboursement des agios dépendra uniquement d'une négociation entre le client et son conseiller bancaire.